# Basilekt
Als Basilekt bezeichnet die Strataforschung nach Derek Bickerton die Sprachvarietät einer Sprachgemeinschaft mit dem größten Stigma und dem kleinsten Prestige. Der Begriff wurde 1965 von William Stewart als Gegensatz zu Akrolekt eingeführt und in den frühen 1970er Jahren von Derek Bickerton aufgenommen, um das Phänomen des Code-Switching, d. h. des abrupten Wechsels zwischen einer Kreolsprache und einer Standardsprache zu beschreiben. Als Mittelform zwischen Basilekt und Akrolekt führte Bickerton zudem den Begriff Mesolekt ein.